# Boudy
Boudy település Csehországban, Píseki járásban. Boudy Rakovice, Mirotice és Myštice településekkel határos. Lakosainak száma 207 fő (2024. január 1.).

## Népesség
A település lakosságának változását az alábbi diagram mutatja:
| Lakosok száma | 583  | 547  | 467  | 342  | 232  | 180  | 187  | 188  | 201  | 207  |
|               | 1869 | 1890 | 1921 | 1950 | 1980 | 2001 | 2017 | 2019 | 2022 | 2024 |